# Colt Anaconda

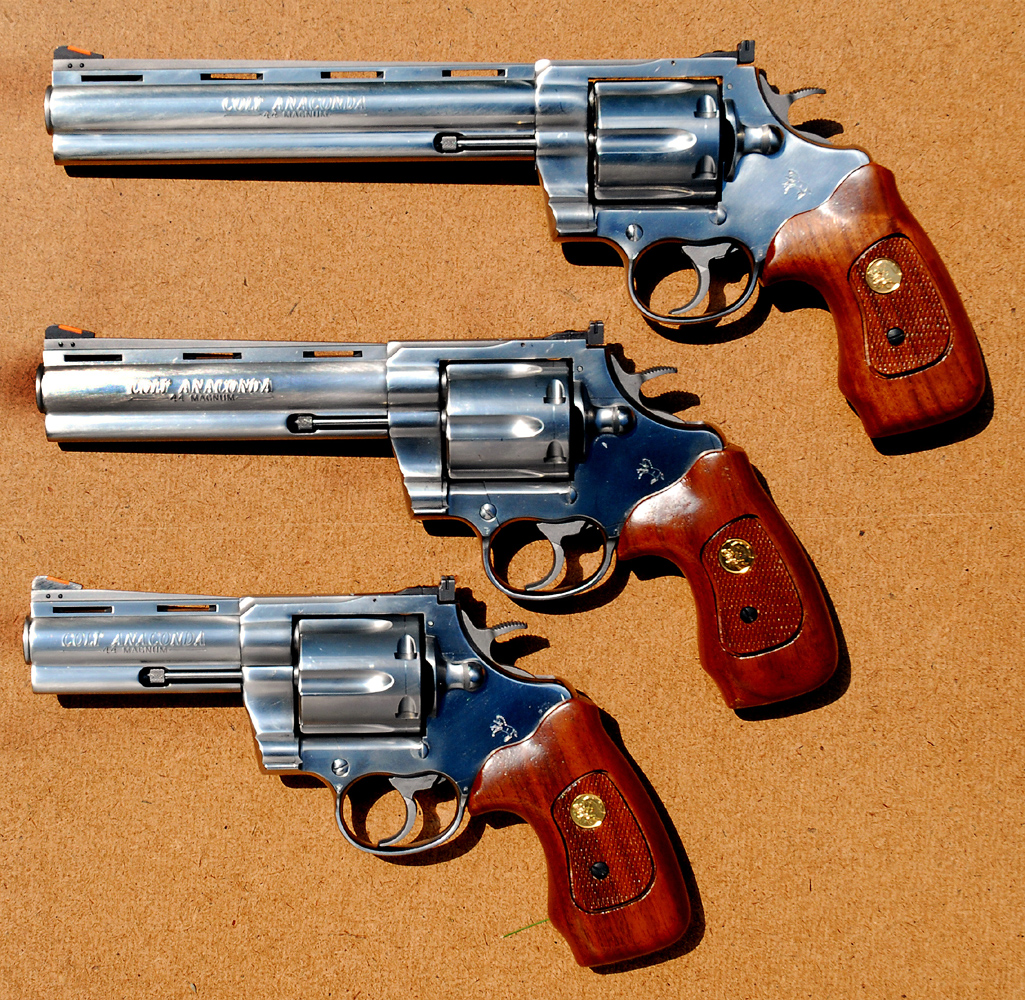
O Colt Anaconda em três comprimentos de cano

O Colt Anaconda é um revólver de corpo grande e mais pesado, de ação dupla com uma barra de reforço sob o cano onde se encaixa o pino de ejeção e cilindro de seis tiros, nos calibres: .44 Magnum e .45 Colt de fogo central, fabricado pela Colt's Manufacturing Company a partir de 1990. O Anaconda marcou a primeira tentativa da Colt no mercado de canos reforçados de maior diâmetro que se tornaram populares para pistolas Magnum. [carece de fontes?]

## Calibres
- .44 Special
- .44 Magnum
- .45 Colt